# Powiat Kazuno
Powiat Kazuno (jap. 鹿角郡 Kazuno-gun) – powiat w Japonii, w prefekturze Akita. W 2024 roku liczył 4455 mieszkańców.

## Miejscowości
- Kosaka